# Акутиха
Аку́тиха — село в Быстроистокском районе Алтайского края России. Административный центр сельского поселения Акутихинский сельсовет.
Расположено на правом берегу реки Обь, в 50 км ниже Бийска. Основано в 1911 году как рабочий посёлок при стекольном заводе.

## История села и завода
Первый стекольный завод на Алтае был построен в 1873 году известным предпринимателем, коллежским советником К. П. Платоновым в селе Соколово, в 25 километрах от будущей Акутихи.
Завод долгое время производил листовое стекло, стеклянную посуду и тару для расположенного рядом Иткульского спиртзавода, также основанного при участии Платонова. В 1908 году стекольный завод в Соколово сгорел, и бийские предприниматели купец 2-й гильдии Андрей Федорович Халтурин и мещанин Алексей Александрович Шиханов учредили полное товарищество «Халтурин и Шиханов» для строительства нового стекольного завода в глухом бору недалеко от небольшого засёлка Акутиха. А. Ф. Халтурин умер в 1909 году, строительство завода было начато в 1910 и в 1911 году производство было запущено. Это событие и стало датой рождения нового населённого пункта Акутиха. А. А. Шиханов стал единоличным владельцем предприятия, которое на первых порах представляло собой один деревянный производственный цех размерами 35 на 40 метров. Стекломассу варили в единственной печи, выработка была 16-18 тонн в сутки. Был на заводе паровой котёл конструкции Шухова с электрогенератором, однако энергии хватало лишь на лесопилку и размол компонентов. На новое место переехали многие мастера из Соколово.
В августе 1917 года завод был куплен товариществом на вере «Стекло», председателем которого был бийский предприниматель Митрофан Валерьянович Громов, а товарищами — известные бийские предприниматели, купец 1-й гильдии Андрей Петрович Фирсов и Фёдор Петрович Дворников. Товарищество владело также местным лесопильным заводом, паровой мельницей. В 1918 году товарищество продало все предприятия акционерному обществу «Алтайский стеклолес» под председательством бийского купца 2-й гильдии Александра Ивановича Хакина. Вскоре завод был национализирован и стал государственным, что дало мощный толчок для его развития. В 1920 году в посёлке Акутиха жило 505 человек, а в 1926 — уже 1510.
Первые годы после Гражданской войны были тяжёлыми для экономики России, и хотя завод производил нужную продукцию, денежных средств для выплат рабочим и оборота не хватало. Как и на многих других предприятиях, на стекольном заводе в 1924 году были выпущены «талоны», а затем «ордера», заменявшие наличные деньги. Сохранившиеся в незначительных количествах, эти боны пользуются высоким спросом у коллекционеров-бонистов. На первом выпуске «талонов» была надпись «Государственный стекольный завод», а на «ордерах» — «Акутихинский стекольный завод имени Ленина». В то время завод находился в подчинении отдела местного хозяйства Алтайского губисполкома.
За годы советской власти предприятие развивалось в основном за счёт своих ресурсов, ручной труд хотя местами и заменялся механизированными производствами, тем не менее общий уровень механизации был крайне низок из за чего в отдельные периоды на заводе работало до 2000 человек, соответственно рос и рабочий посёлок. В 1931 году рабочий посёлок был преобразован в посёлок городского типа. В 1960 году завод почти полностью сгорел от удара молнии, в 1961 году начали строительство нового завода, который отстроили за 8 месяцев и заново запустили производство стекла. В тот период за смену изготавливали порядка 30 тысяч бутылок, за сутки — более 100 тысяч, стеклотара пользовалась высоким спросом. Завод выпускал в огромных количествах также стекло для керосиновых ламп, являясь по производству данного товара монополистом на территории края. В разные периоды завод подчинялся краевым управлениям местной промышленности, бытового обслуживания. Долгое время Акутихинский завод подчинялся краевому управлению, объединявшему трикотажные производства в крае. Потом его передали в «Главстекло» Министерства промышленности строительных материалов РСФСР. Важность завода не оценивалась высоко, хотя производство было рентабельным благодаря дешевизне местного сырья. Из-за недостаточности средств для модернизации и развития стекольный завод начал испытывать трудности ещё в советское время в 1980-х годах. В частности, после обновления технологического оборудования на Барнаульском и Новосибирском ликеро-водочных заводах, потребовались бутылки более высокого класса точности, выпускать которые Акутихинский завод не мог. Какое-то время бутылка старого образца была еще востребована Бийским и Иткульским спиртзаводами и Барнаульским пивоваренным заводом, однако в первые годы рыночных отношений и эти заводы перешли на современное импортное оборудование, требующее бутылки под винтовую пробку. Какое-то время стеклозавод держался за счет выпуска банок, ставших востребованными в 1990-х годах для домашних заготовок. 
Фактически, после начала перестройки завод находился в очень плачевном состоянии. Налаженная система работы осуществлялась через центр в Москве, который резко перестал функционировать. Начались проблемы с поставками топлива и других ресурсов. Возникла проблема и с кадрами. Общая дисциплина как на заводе так и во всем посёлке была очень низкой (причем не только в конце 1980-х - начале 1990-х, но и десятилетием раньше) работники часто пьянствовали, прогуливали, работали из рук вон плохо. Директором на тот момент являлся Скоробогатов Александр Константинович который не смог быстро решить возникшие проблемы и под давлением был вынужден продать завод, который после проведения рыночных реформ в 1999 году был преобразован в открытое акционерное общество «Алтайский стекольный завод». На момент акционирования уставный капитал составлял 3 205 000 рублей. В 2000 году тогдашний владелец крупного пакета акций предприятия корпорация «Алтайспиртпром» безуспешно пытался восстановить предприятие, но весной 2002 года пожар уничтожил здание конторы с большей частью документации, повредил производство. По состоянию на 2011 год завод не действовал, хотя планы по его возрождению обсуждались в крае. Однако, к тому моменту оборудование, оставшееся на заводе уже безнадежно морально устарело, как и здания, в которых оно размещалось. Не было в Акутихе и специалистов нужной квалификации для работы с новым оборудованием. Да и транспортная оторванность Акутихи делала совершенно нерентабельной логистику как по завозу топлива и компонентов сырья, так и вывоза готовой продукции. В этих условиях не помогло даже наличие местной сырьевой базы. Да и требование к песку для производства стекла за прошедшие 100 лет сильно возросли. Поэтому планам этим не суждено было осуществиться. По состоянию на 2015 год завод, включая производственные здания, почти полностью расхищен на металлолом и стройматериалы.
В начале 1980-х для выполнения государственной Продовольственной программы часть земель в Акутихе были переданы бийскому оборонному предприятию НПО «Алтай». На окраине села были построены животноводческий комплекс, жилые дома, столовая. Экономическая основа этого проекта была подменена политической, поэтому с началом экономических реформ в 1990-х годах изначально нерентабельное хозяйство было заброшено и уничтожено. Дисциплина на животноводческом комплексе также хромала: процветало пьянство, безалаберность и хищения.
В связи со значительным оттоком населения рабочий посёлок в 1994 году был преобразован в сельский населённый пункт.

## Население
| 1913  | 1920  | 1926  | 1939  | 1959  | 1970  | 1979  |
| ----- | ----- | ----- | ----- | ----- | ----- | ----- |
| 1194  | ↘505  | ↗1510 | ↗8637 | ↘3706 | ↘2535 | ↘1940 |
| 1989  | 1997  | 1998  | 1999  | 2000  | 2001  | 2002  |
| ↘1758 | ↘1509 | ↘1456 | ↘1429 | ↗1431 | ↗1488 | ↘1394 |
| 2003  | 2004  | 2005  | 2006  | 2007  | 2008  | 2009  |
| ↗1444 | ↘1328 | ↘1294 | ↘1254 | ↘1220 | ↘1198 | ↘1174 |
| 2010  | 2011  | 2012  | 2013  |       |       |       |
| ↘1114 | ↘1106 | ↘1086 | ↘1063 |       |       |       |

## Инфраструктура
В селе имеется распределительно-понизительная электрическая подстанция 35кВ/10кВ, водонапорная башня, снабжающая водой центральную часть села, школу, больницу, цифровая АТС на 200 номеров с возможностью подключения абонентов к сети Интернет через технологию ADSL, а с 2018 года - по оптоволоконной линии,  банкомат, пожарная часть, участковый пункт полиции. В 2024 году построен новый фельдшерско-акушерский пункт. Отделение Сбербанка и Почты России закрылись в 2023 году. Корреспонденция доставляется развозной бригадой несколько раз в неделю.

## Экономика
В селе наблюдается достаточно тяжелая экономическая ситуация, связанная с тем, что стекольный завод и агропромышленный комплекс прекратили свою работу еще в начале 2000-х годов. Крестьянских и фермерских хозяйств нет, так как нет пригодных для этого сельскохозяйственных угодий.  До вступления в силу нового Лесного кодекса, в селе широко осуществлялась заготовка и переработка древесины. В настоящее время уровень безработицы в селе очень высок, а уровень жизни - существенно ниже по сравнению с близлежащими селами.  Молодёжь, как правило, совсем уезжает из села, а люди среднего возраста ездят на заработки в ближайшие города и на Север. Постоянное население составляют, в основном, пенсионеры или самозанятые граждане, занимающиеся индивидуальным разведением скота, автоперевозками, сбором ягод и грибов. Достаточно много домов куплены жителями Бийска и Новокузнецка в качестве летних дач. Местный бюджет является полностью дотационным.

## Транспорт
До 2021 года дорог с твёрдым покрытием в селе не было. Проезжая часть некоторых улиц отсыпана гравием. Дорога, ведущая в село — улучшенная грунтовая. В период сильных метелей и весенней распутицы доступ автомобильного транспорта в село затруднен. С 2021 года начата реконструкция дороги и укладка твердого покрытия. 
Один раз в сутки ходит рейсовый автобус Акутиха-Бийск-Акутиха. С 2001 по 2011 годы 4 раза в неделю (по средам, пятницам, субботам и воскресеньям) ходил автобус Акутиха-Барнаул-Акутиха. 
Для сообщения села Акутиха с районным центром Быстрый Исток (находится на противоположном берегу реки Обь) в зимнее время обустраивается ледовая переправа. В навигационный период между селами до 2017 года курсировал пассажирский теплоход. До 2002 года действовала грузовая паромная переправа.
До 1994 года вблизи села существовала пассажирская пристань, где останавливались теплоходы типа «Заря», осуществляющие рейсы по маршрутам Барнаул-Бийск-Барнаул, Бийск-Быстрый Исток-Бийск.

## Образование и культура
В Акутихе работает общеобразовательная средняя школа, есть участковая больница, Дом культуры